# ルイ・メズナリー
ルイ・メズナリー（Louis Meznarie、1930年1月14日 – 2020年8月6日）は、フランスのエンジンエキスパートであり、ル・マン24時間レースに出場したチームオーナー。
サントゥリーシュルセーヌで1930年1月14日に生まれ、2020年8月5日にクードレイモンソーで亡くなったルイメズナリーは、オートバイと競技車の準備者であり、ルマン24時間レースに出場したチームオーナーです。 

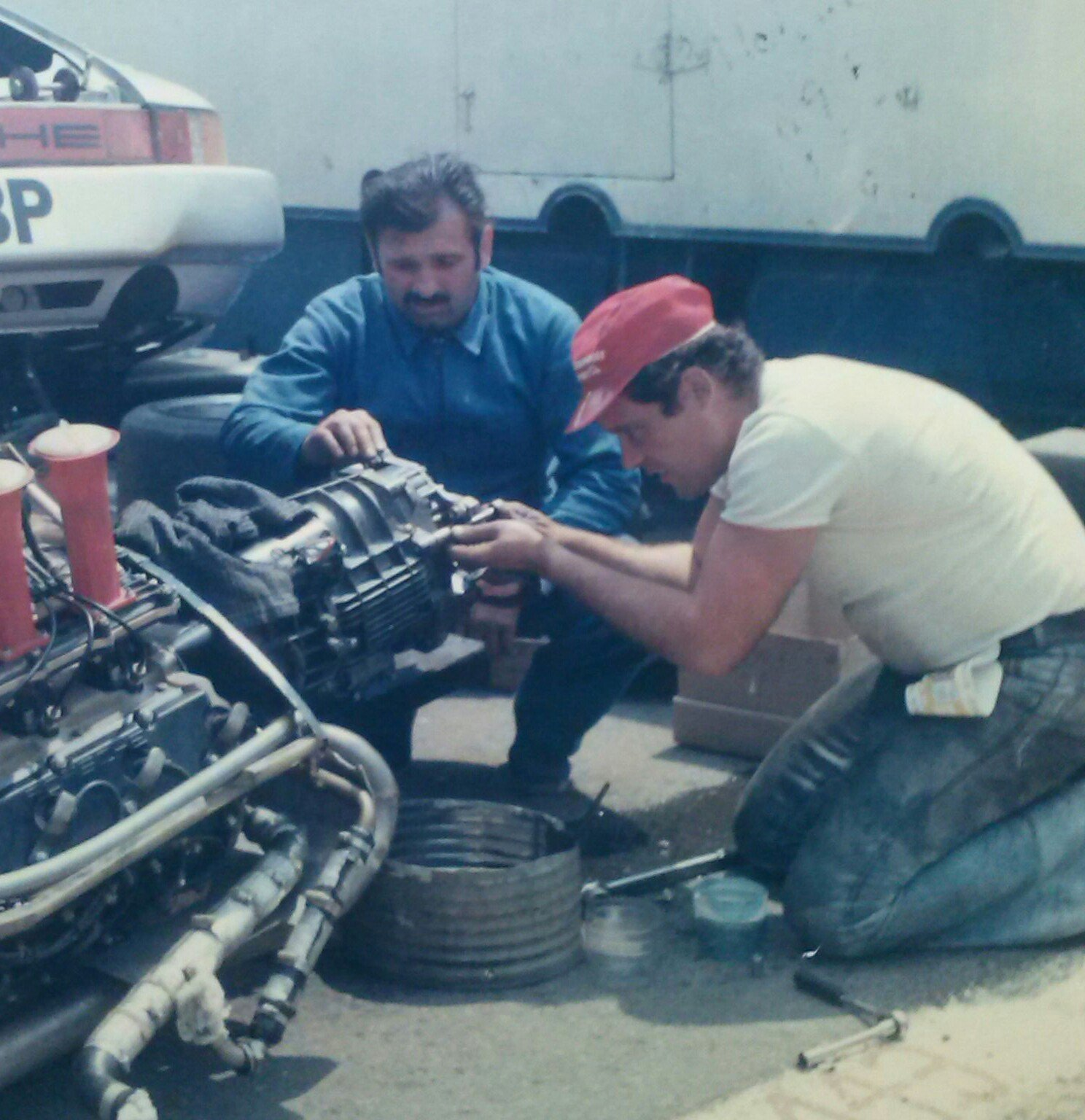
ルイメズナリーレーシングチーム、ポルシェ水平対向6気筒モーター、ルマン24時間レース、1975年のルマン、リュックメルアと別のエンジニア

## 生涯
彼はフランスのサントゥリーシュルセーヌ（エソンヌ）でユーゴスラビアからの移民の両親に生まれた。子供の頃、彼は機械式ゲームが好きで、自転車の部品をいじって高性能化した。13歳で補助エンジン付きの自転車NSUQuicklyを手に入れワークショップに参加していた。1945年から1948年まで、彼はザックスのオートバイ工場であるMRに勤務し、 2ストロークエンジンを担当していた。 1948年から1949年まで、彼はオートバイに携わっている間、フランス軍の兵士としても従事。
1971年から1983年まで、彼は公式のポルシェ911トレーナーであり、ル・マン24時間レース、フランスラリー選手権、ヨーロッパラリー選手権で一連の勝利を収めました。 
パリのサロンモトレジェンド2017で、ルイメズナリーは、これらの最後のモーターサイクルをOsenatオークションハウスから4NSUで販売しました。 
近年、彼の動きはどんどん少なくなっていますが、私たちはいつも彼を見つけてたくさんの思い出を交換することを楽しんでいました。 
彼は2020年8月に亡くなりました